# Leigh und Lynette Harris
Die Zwillingsschwestern Leigh und Lynette Harris (* 1954 in Milwaukee, Wisconsin) sind ehemalige US-amerikanische Models und Schauspielerinnen. Sie wurden Anfang der 1980er Jahre als Models im Playboy bekannt.

## Leben
Die beiden eineiigen Zwillinge wurden bekannt, als sie beide nackt im US-amerikanischen Playboy 3-81 posierten. Die Bilder wurden in der deutschsprachigen Ausgabe im Dezember 1981 abgedruckt.
Die beiden spielten 1982 die Hauptrollen in dem Film Sorceress – Die Mächte des Lichts von Jack Hill sowie eine Nebenrolle in dem Film Ich, der Richter von Richard T. Heffron.
1990 machten sie noch einmal Schlagzeilen, da die beiden David Kritzik um mehr als eine Million US-Dollar brachten, die dieser ihnen im Austausch gegen Begleitung und Sex gegeben haben soll. Dadurch machten sich beide nach Ansicht der Staatsanwaltschaft der Steuerhinterziehung schuldig. Lynette Harris wurde zu zehn Monaten Gefängnis und Geldstrafe verurteilt, während Leigh Ann Conley, wie die andere Schwester nach Heirat hieß, zu fünf Monaten verurteilt wurde. Die Verurteilung wurde 1991 vom Berufungsgericht aufgehoben. Drei Wochen später traten die beiden Schwestern in der Oprah Winfrey Show und berichteten dort über ihren Fall.